# Pleurosignum chilense
Pleurosignum chilense is een pissebed uit de familie Paramunnidae. De wetenschappelijke naam van de soort is voor het eerst geldig gepubliceerd in 1962 door Robert J. Menzies.